# Johan Goltstein
Johan Goltstein (Land van Gulick, ± 1471 (?) – Zutphen, 4 februari 1544), heer van Niederempt en Middeldorp, was een 16e-eeuwse krijgsheer van hertog Karel van Gelre en door de hertog aangesteld als drossaard in Dokkum. Verder was hij burggraaf van Nijmegen en schepen van Zutphen.
Goltstein was een zoon van Hendrik Goltstein en Sophia van Harf. In 1500 trad Goltstein in het huwelijk met Henrica van Egmond. Uit dit huwelijk werd een zoon geboren: Willem van Goltstein.
In 1517 was Goltstein samen met Johan van Selbach aanvoerder van een 6000 man sterk huurleger (de "Zwarte Hoop"), dat door de Hertog van Gelre werd gestuurd ter versterking van de troepen van Jancko Douwama. Goltstein slaagde erin Dokkum na een belegering in te nemen, en intussen stak Selbach met Grote Pier en diens vloot de Zuiderzee over naar Holland.
Hij werd begraven te Zutphen op 6 mei 1544.